# Fernando Argenta
Fernando Martín de Argenta Pallarés (Madrid, 4 de julio de 1945-Boadilla del Monte, 3 de diciembre de 2013), conocido como Fernando Argenta, fue un periodista, músico y presentador de radio y televisión español. Fue hijo del director de orquesta Ataúlfo Argenta.

## Biografía
Madrileño de nacimiento, parte de sus orígenes familiares se sitúan en Castro-Urdiales (Cantabria), ciudad natal de su padre.
Cursó estudios superiores de música en el Real Conservatorio Superior de Música de Madrid, actividad que compatibilizó con la Licenciatura en Derecho por la Universidad Complutense de Madrid. En su juventud fue miembro del grupo de rock Micky y Los Tonys, el cual abandonó en 1965.
En 1971 comenzó a trabajar en Radio Nacional de España, emisora en la que dirigió y presentó el programa Clásicos populares, que trataba de acercar la música clásica al gran público de una forma amena y desenfadada, y que se mantuvo en antena con notable éxito y prestigio hasta el 31 de julio de 2008. El programa dejó de emitirse por su prejubilación, tras 32 años de emisión.
Entre 1986 y 1989 dirigió Radio 3 y posteriormente Radio 1 de Radio Nacional de España. 
Desde 2000 y hasta su prejubilación en 2008 dirigió y presentó el programa El conciertazo en TVE, espacio en el que presentaba conciertos de música clásica para niños con puestas en escena y elementos de danza y ópera en los que se explica el significado de la música.
En 2003, 2004 y 2006 fue el comentarista de RTVE en el Festival de Eurovisión Junior celebrados en Copenhague, Lillehammer y Bucarest respectivamente.
Además de su faceta como conferenciante y escritor, destacó su labor de difusión de la música clásica entre los niños, realizando numerosos conciertos anualmente. 

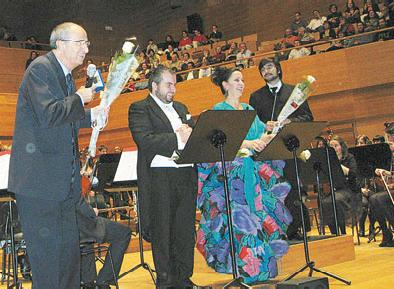
Fernando Argenta (izquierda), en 2009

Entre los numerosos premios que recibió cabe destacar 2 Ondas, el de Montecarlo, 3 APEI de Radio y de Televisión, 3 Premios de la música de la SGAE, 7 ATV de la Academia de Televisión, Micrófono de Oro, 2 Antenas de Oro, el premio Unicef Comité-Español 2008 por su fomento de la cultura en defensa de los derechos de la infancia, "El Chupete" al mejor comunicador infantil y el Premio Infancia 2009 de la Comunidad de Madrid. El "Tambor de Oro" de la ciudad de San Sebastián, y la Medalla de Honor de la Quincena Musical donostiarra. Asimismo le concedieron el título de "Amigo de Unicef" del Principado de Asturias. 
Fue patrono de la Fundación Magistralia, con quien realizó actividades para la difusión de la música clásica.
Le fue concedida la Medalla de Oro al Mérito en las Bellas Artes y fue miembro habitual del jurado de los Premios Príncipe de Asturias de las Artes, premio al que fue candidato.
Tiene publicados varios libros de temática musical con las editoriales "Espasa", "Plaza y Janés", y "Pearson Educación".
Fernando Argenta ha sido también un gran defensor del medio ambiente, y desde sus programas siempre encontraba un espacio para mostrar su amor a la naturaleza.
Fernando Argenta falleció en Boadilla del Monte el 3 de diciembre de 2013, a la edad de 68 años, debido a un cáncer de páncreas.

### Conciertos con su nombre
En 2016, la familia de Argenta y Ernesto Monsalve impulsaron el "Ciclo Fernando Argenta de Clásicos Populares", que se desarrolló en Valladolid con cuatro conciertos que fueron presentados por el periodista de RTVE Roberto Santamaría, recordando y emulando la figura de Fernando.